# Tekla Griebel-Wandall

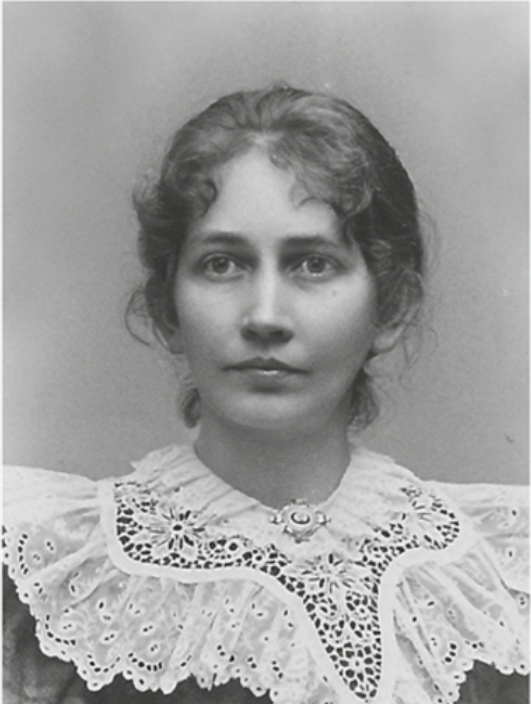
Tekla Griebel-Wandall

 Tekla Griebel-Wandall (Randers, 26 februari 1866 - Buddinge, 28 juni, 1940) was een Deens componiste en muziekpedagoog.

## Biografie
Griebel was de dochter van Theodor Johan Heinrich Griebel (1829–1900) en leerkracht Camilla Joachimine Andresen (1829–1891). Haar vader gaf haar pianoles vanaf haar zevende jaar. Later volgde ze zangles. Op 15-jarige leeftijd werd ze toegelaten tot de Tegne- og Kunstindustriskolen for Kvinder, waar ze beeldende kunsten studeerde. Muziek was echter haar grootste interesse. In 1886 schreef ze haar eerste opera, getiteld Don Juan de Marana. Deze werd voor het eerst uitgevoerd in 1931.
Als 16-jarige begon Griebel-Wandall pianoles te geven. Van 1889 tot 1891 studeerde ze zang, piano, compositie en muziektheorie aan de Koninklijke Deense Muziekacademie. Ze kreeg er les van Jørgen Malling en Orla Rosenhoff. In 1896 studeerde ze in Dresden dankzij financiële steun van Nicole Leth. In 1902 huwde ze Hans Frederik Wandall, een theoloog en schrijver. Ze bleef haar familie onderhouden als muziekleerkracht. Bekende leerlingen waren de operacomponist Peter Cornelius en pianiste Ellen Gilberg.
Haar werk zorgde ervoor dat Griebel-Wandall weinig vrije tijd had om te componeren. Haar oeuvre bedraagt 103 werken, gaande van liederen en kleine pianostukken tot cantates en opera's. Ze schreef ook over muziektheorie en publiceerde een roman. Haar succesvolle student Alice Shaw werd haar mecenas. Shaw financierde de publicatie van vier muziekboeken in 1928.

## Oeuvre
Het merendeel van Griebel-Wandall's werken zijn vocale muziek, waaronder opera's en liederen. Bekende werken zijn:
- Fem Sange (ca. 1893)
- Skjøn Karen (opera 1894)
- I Rosentiden (ballet 1895)
- Musikalsk Børnehave (1898)
- Fred (1899)
- Musikteori i korte Træk (1900)
- Naar vi døde vaagner (1901)
- Musikteori for Sangere (1905)
- Kantate ved genforeningsfesten for sønderjyske kvinder (1920)
- Gækken og Narren (1925)
- Hrane (opera 1925)
- Klaverkompositioner I (1928)